# Лаврин Война
Лаврин (Вавжинец) Во́йна (пол. Lawryn Wojna; ум. 23 октября 1580) — государственный деятель Великого княжества Литовского. Дворянин королевский герба Трубы, придворный писарь, с 1569 года подскарбий придворный литовский. Староста кейданский, староста пинский (1574—1580), подскарбий великий литовский (1576—1580).
При заключении Люблинской унии в 1569 году в знак протеста против польского давления литовская депутация под руководством Николая Радзивилла Рыжего в ночь на 1 марта тайком покинула Люблин. Лаврин Война и Михаил Гарабурда были одними из немногих литовских чиновников, оставшихся в Люблине и подписавших унию. Ян Кохановский упомянул их в апофегме «Гарабурда и Война»:

Литовцы заключили с нами хорошую унию!

Убежали, оставив Гарабурду и Войну.
Оригинальный текст (пол.)Litwa z nami uniją uczyniła strojną,

Uciekli, zostawiwszy Haraburdę z Woyną.— 
Эпиграмма значила: вместо унии (единения) литовцы оставили смятение и войну.
Дочь Дорота была замужем за Яном Карлом Белозором, референдарием духовным ВКЛ в 1630—1631 годах.